# Horst (Lauenburg)
 For alternative betydninger, se Horst. (Se også artikler, som begynder med Horst)
Horst er en kommune i det nordlige Tyskland, beliggende i Amt Lauenburgische Seen under Kreis Herzogtum Lauenburg. Kreis Herzogtum Lauenburg ligger i delstaten Slesvig-Holsten.

## Geografi
Horst ligger ca. 5 km øst for byen Mölln og ca. 7 km vest for søen Schaalsee i Naturpark Lauenburgische Seen.